# Sceau de l'Illinois

Sceau de l'Illinois.

Le Grand Sceau de l'État de l'Illinois a été d'abord adopté en 1819 par la première Assemblée générale de l'Illinois. La première loi autorisant le Grand Sceau a exigé au Secrétaire d'État de l'Illinois de garder le sceau. Le premier sceau gravé était essentiellement un double du Grand Sceau des États-Unis. Il a été utilisé jusqu'à 1839, quand il a été modifié. Le sceau conçu en 1839 est devenu le deuxième Grand Sceau.
Le secrétaire d'État de l'Illinois, Sharon Tyndale a réalisé le schéma pour créer le troisième et actuel sceau officiel. En 1867, il a demandé au sénateur de l'État, Allen C. Fuller de présenter une loi exigeant un nouveau sceau. Tyndale a, à l'origine projeté d'inverser les mots de la devise officielle "la souveraineté de l'État, l'union nationale" à la lumière de la guerre de Sécession, mais une ordonnance a été passée le 7 mars 1867, en gardant les termes originaux. 
Le sceau présente un aigle jeté sur une roche portant un bouclier dans ses serres et une bannière avec la devise officielle dans son bec. Il ressemble fortement au drapeau du Mexique, qui représente un aigle avec un serpent dans sa bouche. Treize étoiles et treize stries sur le bouclier représentent les treize États originaux de l'Union. Le désir de Tyndale de changer les termes de la devise est toujours reflété par les termes originaux, avec la « souveraineté d'État » placé au-dessous de l'« union nationale » avec « la souveraineté » à l'envers, en diminuant sa lisibilité. La date du 26 août 1818 correspond à la première constitution de l'État d'Illinois.